# 5e cérémonie des Screen Actors Guild Awards
La 5e cérémonie des Screen Actors Guild Awards, décernés par la Screen Actors Guild, a eu lieu le 7 mars 1999, et a récompensé les acteurs et actrices du cinéma et de la télévision ayant tourné en 1998.

## Palmarès et nominations

### Cinéma

#### Meilleur acteur dans un premier rôle
- Roberto Benigni pour le rôle de Guido Orefice dans La vie est belle (La vita è bella)
  - Joseph Fiennes pour le rôle de William Shakespeare dans Shakespeare in Love
  - Tom Hanks pour le rôle du Capitaine John Miller dans Il faut sauver le soldat Ryan (Saving Private Ryan)
  - Ian McKellen pour les rôles de James Whale dans Ni dieux ni démons (Gods and Monsters)
  - Nick Nolte pour le rôle de Wade Whitehouse dans Affliction

#### Meilleure actrice dans un premier rôle
- Gwyneth Paltrow pour le rôle de Viola DeLesseps dans Shakespeare in Love
  - Cate Blanchett pour le rôle de la reine Élisabeth Ire dans Elizabeth
  - Jane Horrocks pour le rôle de LV dans Little Voice
  - Meryl Streep pour le rôle de Kate Gulden dans Contre-jour (One True Thing)
  - Emily Watson pour le rôle de Jacqueline du Pré dans Hilary et Jackie (Hilary and Jackie)

#### Meilleur acteur dans un second rôle
- Robert Duvall pour le rôle de Jerome Facher dans Préjudice (A Civil Action)
  - James Coburn pour le rôle de Glen Whitehouse dans Affliction
  - David Kelly pour le rôle de Michael O'Sullivan dans Vieilles Canailles (Waking Ned)
  - Geoffrey Rush pour le rôle de Philip Henslowe dans Shakespeare in Love
  - Billy Bob Thornton pour le rôle de Jacob Mitchell dans Un plan simple (A Simple Plan)

#### Meilleure actrice dans un second rôle
- Kathy Bates pour le rôle de Libby Holden dans Primary Colors
  - Brenda Blethyn pour le rôle de Mari Hoff dans Little Voice
  - Judi Dench pour le rôle de la reine Élisabeth Ire dans Shakespeare in Love
  - Rachel Griffiths pour le rôle de Hilary du Pré dans Hilary et Jackie (Hilary and Jackie)
  - Lynn Redgrave pour le rôle de Hanna dans Ni dieux ni démons (Gods and Monsters)

#### Meilleure distribution
- Shakespeare in Love
  - La vie est belle (La vita è bella)
  - Little Voice
  - Il faut sauver le soldat Ryan (Saving Private Ryan)
  - Vieilles Canailles (Waking Ned)

### Télévision
Note : le symbole « ♕ » rappelle le gagnant de l'année précédente (si nomination).

#### Meilleur acteur dans une série dramatique
- Sam Waterston pour le rôle de Jack McCoy dans New York, police judiciaire (Law & Order)
  - David Duchovny pour le rôle de Fox Mulder dans X-Files : Aux frontières du réel (The X-Files)
  - Anthony Edwards pour le rôle du Dr Mark Greene dans Urgences (ER) ♕
  - Dennis Franz pour le rôle d'Andy Sipowicz dans New York Police Blues (NYPD Blue)
  - Jimmy Smits pour le rôle de Bobby Simone dans New York Police Blues (NYPD Blue)

#### Meilleure actrice dans une série dramatique
- Julianna Margulies pour le rôle du Dr Carol Hathaway dans Urgences (ER) ♕
  - Gillian Anderson pour le rôle de Dana Scully dans X-Files : Aux frontières du réel (The X-Files)
  - Kim Delaney pour le rôle de Diane Russell dans New York Police Blues (NYPD Blue)
  - Christine Lahti pour le rôle de Kathryn Austin dans La Vie à tout prix (Chicago Hope)
  - Annie Potts pour le rôle de Mary Elizabeth Sims dans Any Day Now

#### Meilleure distribution pour une série dramatique
- Urgences (ER) ♕
  - New York, police judiciaire (Law & Order)
  - New York Police Blues (NYPD Blue)
  - The Practice : Bobby Donnell et Associés (The Practice)
  - X-Files : Aux frontières du réel (The X-Files)

#### Meilleur acteur dans une série comique
- Michael J. Fox pour le rôle de Mike Flaherty dans Spin City
  - Jason Alexander pour le rôle de George Costanza dans Seinfeld
  - Kelsey Grammer pour le rôle de Frasier Crane dans Frasier
  - Peter MacNicol pour le rôle de John Cage dans Ally McBeal
  - David Hyde Pierce pour le rôle de Niles Crane dans Frasier

#### Meilleure actrice dans une série comique
- Tracey Ullman pour le rôle de plusieurs personnages dans Tracey Takes On...
  - Calista Flockhart pour le rôle d'Ally McBeal dans Ally McBeal
  - Lisa Kudrow pour le rôle de Phoebe Buffay dans Friends
  - Julia Louis-Dreyfus pour le rôle d'Elaine Benes dans Seinfeld ♕
  - Amy Pietz pour le rôle d'Annie Spadaro dans Caroline in the City

#### Meilleure distribution pour une série comique
- Ally McBeal
  - Frasier
  - Tout le monde aime Raymond (Everybody Loves Raymond)
  - Friends
  - Troisième planète après le Soleil (3rd Rock from the Sun)

#### Meilleur acteur dans un téléfilm ou dans une minisérie
- Christopher Reeve pour le rôle de Jason Kemp dans Fenêtre sur cour (Rear Window)
  - Charles S. Dutton pour le rôle de Charles Williams dans Blind Faith
  - James Garner pour le rôle de Norman Keane dans Legal writing
  - Ben Kingsley pour le rôle de Sweeney Todd dans The Tale of Sweeney Todd
  - Ray Liotta pour le rôle de Frank Sinatra dans Les Rois de Las Vegas (The Rat Pack)
  - Stanley Tucci pour le rôle de Walter Winchell dans Winchell

#### Meilleure actrice dans un téléfilm ou dans une minisérie
- Angelina Jolie pour le rôle de Gia Carangi dans Femme de rêve (Gia)
  - Ann-Margret pour le rôle de Pamela Harriman dans Life of the Party
  - Stockard Channing pour le rôle de Rachel Luckman dans The Baby Dance
  - Olympia Dukakis pour le rôle d'Anna Madrigal dans Les Chroniques de San Francisco (More Tales of the City)
  - Mary Steenburgen pour le rôle de Sarah Elizabeth McCaffrey dans About Sarah

### Screen Actors Guild Life Achievement Award
- Kirk Douglas

## Récompenses et nominations multiples

### Nominations multiples

#### Cinéma
5 : Shakespeare in Love
3 : Little Voice
2 : La vie est belle, Il faut sauver le soldat Ryan, Ni dieux ni démons, Affliction, Hilary et Jackie, Vieilles Canailles

#### Télévision
4 : New York Police Blues
3 : Urgences, X-Files : Aux frontières du réel, Frasier, Ally McBeal
2 : New York, police judiciaire, Seinfeld, Friends

### Récompenses multiples

#### Cinéma
2/5 : Shakespeare in Love

#### Télévision
2/3 : Urgences